# Эскадренные миноносцы типа «Ямагумо»
Эскадренные миноносцы типа «Ямагумо» (яп. やまぐも型護衛艦 Ямагумо-ката-гоэйкан) — серия японских эскадренных миноносцев. Построено 6 единиц в 1960-х-1970-х годах. Унаследовали названия от эсминцев времён Второй Мировой Войны, кроме «Аокумо».
Специализированные противолодочные корабли с ПЛРК ASROC. Строились двумя сериями по три корабля, значительно разнесёнными по времени и потому отличающиеся по ТТХ. На второй серии ГАС SQS-23 была заменена на OQS-3 и буксируемую SQS-35(J) VDS, СУО Mk.56 и Mk.63 на FCS-1B, станция РТР NOLR-1B на NOLR-5. Экипаж увеличился до 220 человек, незначительно выросло и водоизмещение.
Параллельно с первой серией также были построены три корабля типа «Минэгумо», на которых вместо ПЛРК ASROC размещался ангар для противолодочного БПЛА DASH.
С 1991 года эсминцы этого типа начали переводить в состав учебных (ПЛРК ASROC при этом демонтировался ради размещения дополнительных учебных помещений), окончательно все они были списаны к 2005 году.

## Представители
| Название                                  | Бортовой номер | Место постройки            | Закладка       | Спуск на воду   | Вступление в строй | Выведение из состава флота                                               |
| ----------------------------------------- | -------------- | -------------------------- | -------------- | --------------- | ------------------ | ------------------------------------------------------------------------ |
| Ямагумо (яп. やまぐも «Горное облако»)    | DD113          | Верфь «Мицуи», Тамано      | 23 марта 1964  | 27 февраля 1965 | 29 января 1966     | Учебный корабль (б/н TV-3506) с 20 июня 1991 года, списан в 1995 году.   |
| Макигумо (яп. まきぐも «Перистое облако») | DD114          | Верфь «Урага», Йокосука    | 10 июня 1964   | 26 июля 1965    | 19 марта 1966      | Учебный корабль (б/н TV-3507) с 20 июня 1991 года, списан в 1995 году.   |
| Асагумо (яп. あさぐも «Утреннее облако»)  | DD115          | Верфь «Хитачи», Майдзуру   | 24 июня 1965   | 25 ноября 1966  | 29 августа 1967    | Переклассифицирован в ASU-7018 18 октября 1993 года, списан в 1998 году. |
| Аокумо (яп. あおくも «Голубое облако»)    | DD119          | Верфь «Сумитомо», Йокосука | 2 октября 1970 | 30 марта 1972   | 25 ноября 1972     | Учебный корабль (б/н TV-3512) с 1999 года, списан в 2003 году.           |
| Акигумо (яп. あきぐも «Осеннее облако»)   | DD120          | Верфь «Сумитомо», Йокосука | 7 июля 1972    | 23 октября 1973 | 24 июля 1974       | Учебный корабль (б/н TV-3514) с 2000 года, списан в 2005 году.           |
| Югумо (яп. ゆうぐも «Вечернее облако»)    | DD121          | Верфь «Сумитомо», Йокосука | 4 февраля 1976 | 21 мая 1977     | 24 марта 1978      | Списан в 2005 году                                                       |

## Аналоги
СССР Большие противолодочные корабли проекта 1135